# Akbar Poudeh
Akbar Poudeh (em persa: اکبر پوده; nascido em 13 de março de 1932) é um ex-ciclista olímpico iraniano. Representou sua nação em dois eventos nos Jogos Olímpicos de Verão de 1964.